# Wilhelm Jensen
Wilhelm Jensen (Heiligenhafen, 15 de fevereiro de 1837 — Munique, 24 de novembro de 1911) foi um escritor e poeta alemão.

## Biografia
Wilhelm Jensen nasceu em Heiligenhafen em Holsácia, filho natural de Swenn Hans Jensen (1795-1855), governante da cidade de Quiel e depois administrador (Landvogt) da ilha Germano-Danesa Sylt, que fora dos velhos patrícios da Frísia. Jensen era genro do jornalista e escritor Johann August Moritz Bruehl (1819-1877), também sogro do historiador e editor Eduard Heyck e avô do escritor poeta Hans Heyck. Depois de cursar estudos clássicos em Quiel e Lubeque, Jensen estudou medicina nas universidades de Quiel, Vurzburgo e Breslávia. Porém, veio a abandonar a profissão de médico pelas letras, passando alguns anos em estudos particulares para, depois, ir para Munique, onde se associou a outros literatos. Residiu em Stuttgart (1865-1869), por pouco tempo conduzindo o Schwabische Volks-Zeitung (Jornal do Povo Suábio, fazendo uma amizade de vida inteira com o escritor Wilhelm Raabe. Tornou-se editor em Flensburgo do Norddeutsche Zeitung (Jornal da Alemanha do Norte), retornando em 1872 a Quiel. Viveu de 1876 a 1888 em Friburgo em Brisgóvia e de 1808 até sua morte  em Munique e em St. Salvator próximo a Prien do lago Chiem.

## Obra literária
Jensen foi um dos mais férteis escritores alemães de ficção de sua época (final do século XIX), a era Bismarckiana, tendo escrito mais de 150 obras, das quais poucas, porém, caíram no gosto do público. Entre os romances mais conhecidos estão: 
- Karin von Schweden (Berlin, 1878);
- Die braune Erica (Berlin, 1868); and the tale,
- Die Pfeifer von Dusenbach, Eine Geschichte aus dem Elsass (1884).

### Houve ainda alguns outros a mencionar
- Barthenia (Berlin, 1877);
- Götz und Gisela (Berlim, 1886);
- Heimkunft (Dresden, 1894);
- Aus See und Sand (Dresden, 1897);
- Luv und Lee (Berlim, 1897)

### Algumas narrativas
- Aus den Tagen der Hansa (Leipzig, 1885);
- Aus stiller Zeit (Berlim, 1881-1885); e Heimat.

### Houve algumas tragédias
- Dido (Berlin, 1870)
- Der Kampf fürs Reich (Freiburg im Br., 1884) .

Foi também um competente poeta, havendo uma coleção de seus poemas no livro "Vom Morgen zum Abend" (1897).
Modernamente Jensen é muito respeitado como autor da novela "Gradiva", a qual atraiu a atenção de Sigmund Freud, cuja análise por Freud em 1907 é a mais longa interpretação psico-analítica de uma obra literária,  "Delírios e Sonhos em "Gradiva" de Wilhelm Jensen. 
Gradiva, Uma fantasia pompeiana. Tradução de Claudio Willer e Diogo Cardoso. Apresentação de Claudio Willer. Textos de Marcus Rogério Salgado, Bruno Yutaka Saito e Elvio Fernandes. São Paulo: Edições 100/cabeças. 2023. ISBN: 9786587451114 